# Glyphorynchus spirurus
Glyphorynchus spirurus là một loài chim trong họ Furnariidae.